# Bő
Bő ist eine ungarische Gemeinde im Kreis Sárvár im Komitat Vas.

## Geografische Lage
Bő liegt 21 Kilometer nordöstlich des Komitatssitzes Szombathely und 16 Kilometer nordwestlich der Kreisstadt Sárvár am linken Ufer des Flusses Répce. Nachbargemeinden sind Lócs, Sajtoskál, Chernelházadamonya, Gór und Bük.

## Geschichte
Der Ort wurde erstmals im Jahre 1239 in zwei Urkunden als Beu erwähnt. Im Jahr 1913 gab es in der damaligen Kleingemeinde 185 Häuser und 1181 Einwohner auf einer Fläche von 1860 Katastraljochen. Sie gehörte zu dieser Zeit zum Bezirk Csepreg im Komitat Sopron.

## Gemeindepartnerschaft
- Kalwang, Österreich, seit 2004

## Sehenswürdigkeiten
- Nepomuki-Szent-János-Statue
- Römisch-katholische Kirche Szent Imre, erbaut 1747 im barocken Stil
- Skulptur Fájdalmas szűzanya, erschaffen 1914 von Lipót Hild
- Weltkriegsdenkmal

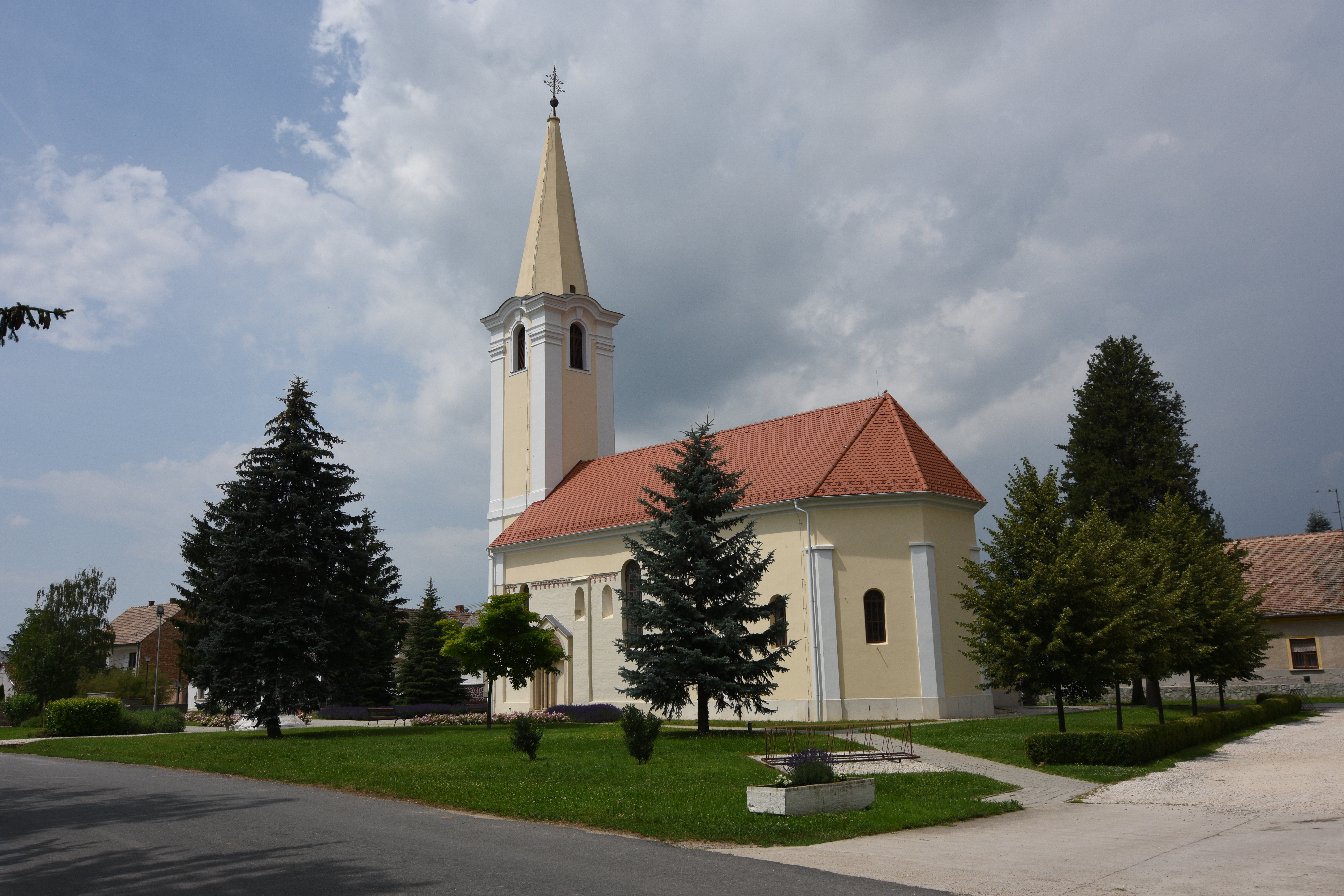
Römisch-katholische Kirche Szent Imre
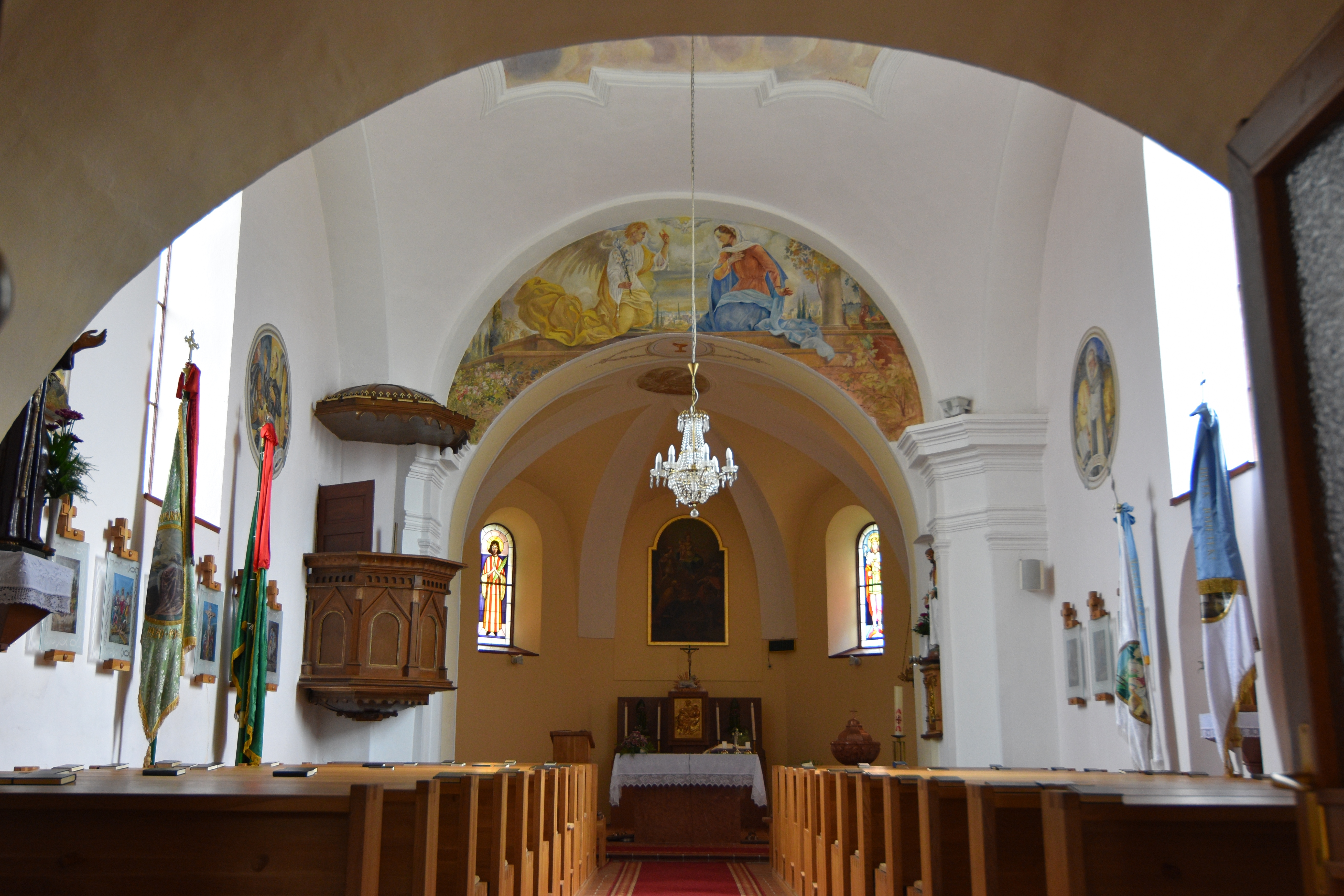
Innenraum der Kirche
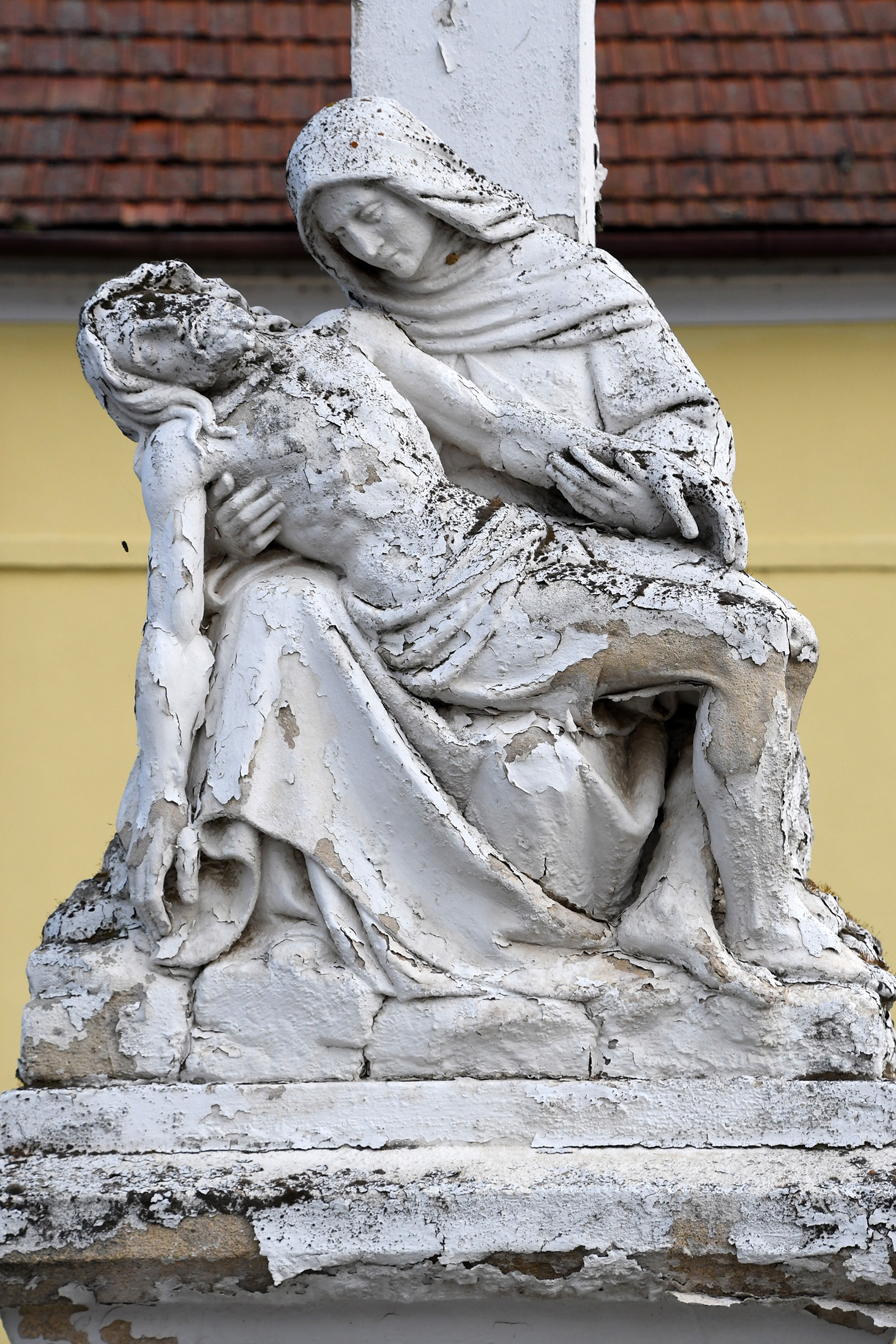
Skulptur Fájdalmas szűzanya
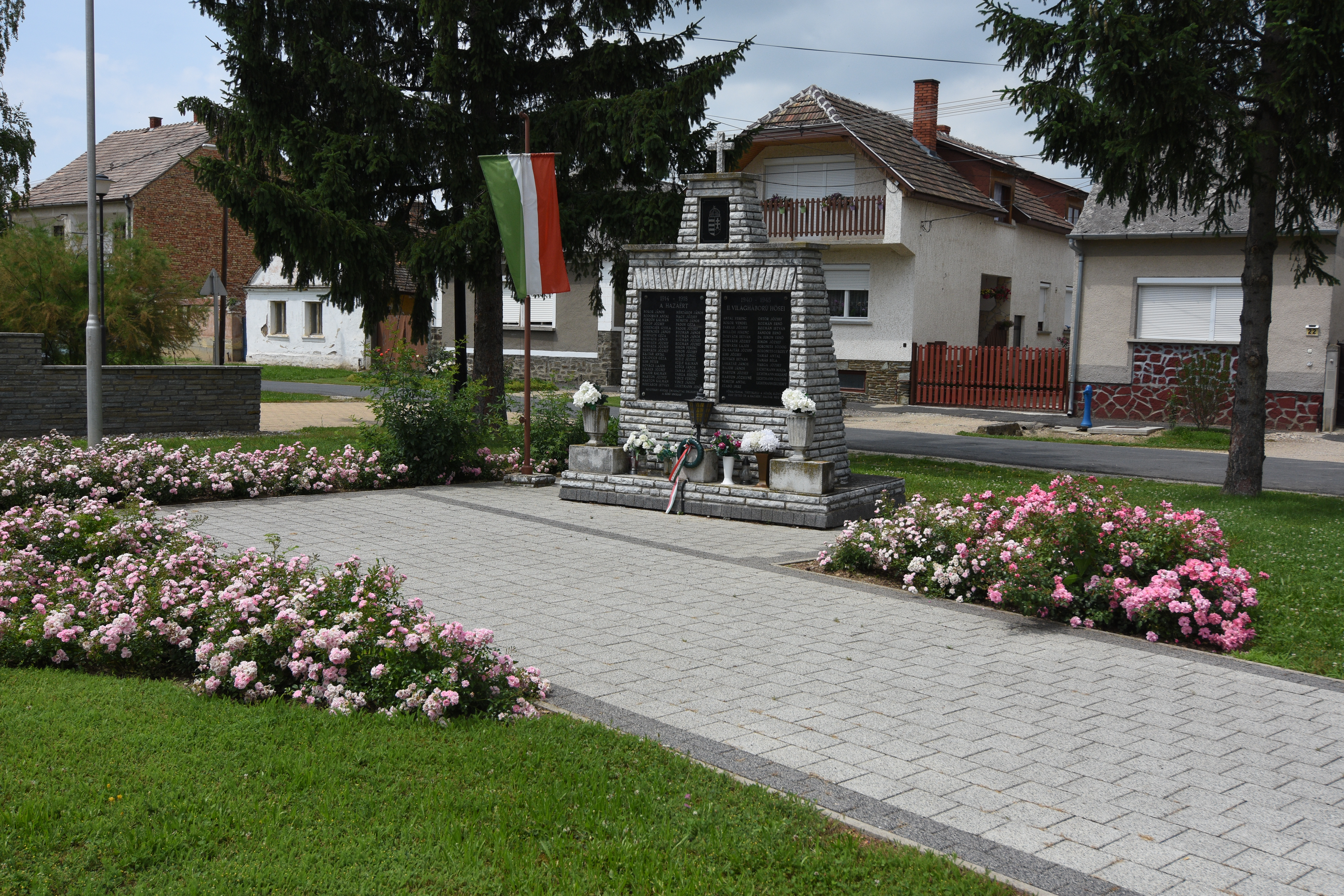
Weltkriegsdenkmal

## Verkehr
In Bő treffen die Landstraßen Nr. 8414, Nr. 8632 und Nr. 8633 aufeinander. Der nächstgelegene Bahnhof befindet sich ungefähr vier Kilometer westlich in Bük.